# Catedral de San Pablo (Saint Paul)
La Catedral de San Pablo  (en inglés: Cathedral of Saint Paul) es una catedral católica en la ciudad de St. Paul, Minnesota en Estados Unidos. Es la concatedral de la arquidiócesis de Saint Paul y Mineápolis, junto con la basílica de Santa María en Minneapolis. Una de las catedrales más representativas del catolicismo en los Estados Unidos, se encuentra en la llamada colina de la catedral con vistas al centro de St. Paul y cuenta con una cúpula revestida de un cobre distintivo. Es la tercera iglesia más grande completada en los Estados Unidos, y la cuarta más alta.
Fue dedicacada a Pablo el Apóstol, que es también el mismo nombre de la ciudad de St. Paul (San Pablo). El edificio actual se abrió en 1915 como la cuarta catedral de la archidiócesis en llevar este nombre. El 25 de marzo de 2009, fue designada como el Santuario Nacional del apóstol Pablo por la Conferencia Estadounidense de Obispos Católicos y el papa Benedicto XVI.

## Véase también

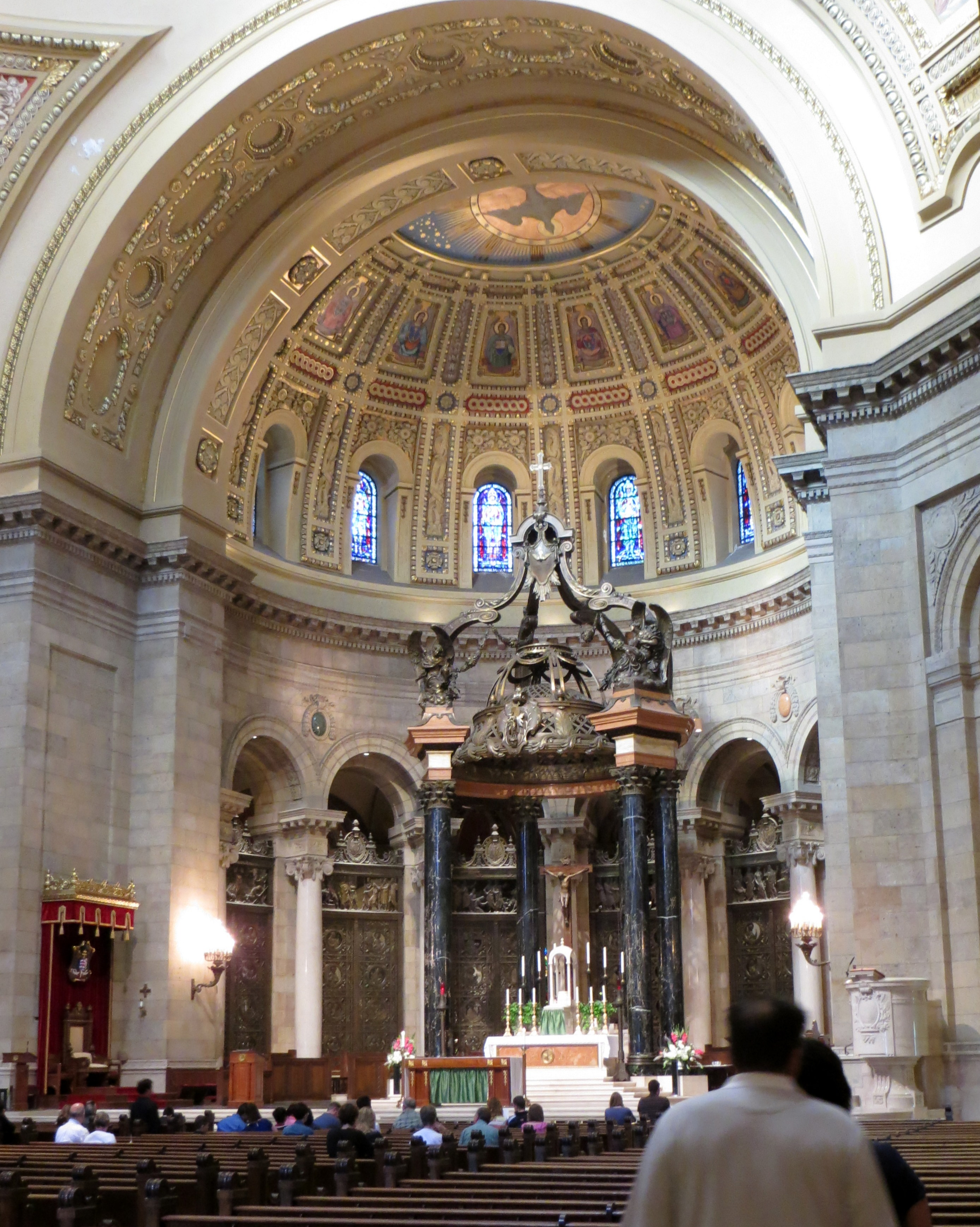
Vista interna